# Vesperella maroccana
Vesperella maroccana är en skalbaggsart som beskrevs av Gianfranco Sama 2008. Vesperella maroccana ingår i släktet Vesperella och familjen långhorningar. Inga underarter finns listade i Catalogue of Life.